# Karla Mayer
Karla Mayer (Friedland (Duitsland),  7 februari 1918) was een bewaakster van diverse vernietigingskampen tijdens de Tweede Wereldoorlog. 
Op 15 september 1941 arriveerde Mayer in kamp Ravensbrück. In dit vrouwenkamp kreeg ze een opleiding tot SS-Aufseherin (kampbewaakster). In maart 1942 werd ze voor het eerst ingezet. Ze werd als bewaakster ingezet in concentratiekamp Auschwitz. Hier promoveerde ze uiteindelijk tot Leiterin eines Sortierkommandos. Mayer werd enige tijd later overgeplaatst naar Majdanek, een kamp nabij Lublin. Hier werkte ze tot begin 1944 en toen het kamp werd ontruimd vanwege de naderende Sovjettroepen, werd ze weer ingezet in Auschwitz. Haar lot is onbekend.